# 咒術迴戰 (動畫)
《咒術迴戰》是一部改編自日本漫畫家芥見下下創作的同名漫畫系列的電視動畫。第1季「咒胎戴天篇」、「幼魚與逆罰篇」、「京都姊妹校交流會篇」以及「起首雷同篇」於2020年10月2日至2021年3月26日在MBS、日本新聞網的深夜動畫時段「Animeism」播出，共24話。第2季「懷玉·玉折」和「澀谷事變」於2023年7月6日至12月28日播出。第2季播畢後，宣布製作第3季「死滅迴游」。
2021年12月24日，改編前傳《東京都立咒術高等專門學校》的動畫電影《劇場版 咒術迴戰 0》由東寶發行，並以IMAX格式上映。

## 製作

### 製作人員
動畫製作人松谷浩明（代表東寶一方）稱他在2017年《東京都立咒術高等專門學校》在《Jump GIGA》連載時已有留意到芥見下下這名漫畫家，《咒術迴戰》也是從在翌年開始連載時就已在追看。他追到在第15話五條悟對上漏瑚的戰鬥，就覺得這套作品必須要動畫化。松谷在訪談中稱動畫製作獲得芥見竭力協助，「在有原著週刊連載的情況下，再也不能夠比這更致力參與了」。芥見在系列構成、劇本、人物設定、選角等部份都有參與。松谷也感謝《週刊少年Jump》編輯部和版權部的熱情協助。松谷基於原著黑暗帶有流行感、冷熱兼具、時而認真時而幽默的多面性，以及將這些相反元素結合的王道風格，認為MAPPA是十分適合《咒術迴戰》的公司。導演朴性厚則是由MAPPA一方推薦的人選。朴擅長動作場面，曾執導動畫《牙狼-GARO- -VANISHING LINE-》和《高校之神》，在製作現場的名聲也很不錯，所以松谷沒有異議。
動畫製作組對漫畫劇情表現作若干改動，以確保表現方式適合動畫。例如在動畫第1話虎杖跟祖父的對話情節，由於擔心觀眾因劇情描寫不足而未能投入感情，故在編劇瀨古浩司向芥見解釋後，由芥見以分鏡圖形式提供改動建議。由第3話起開始播映片尾動畫《咒術散步》，其分鏡圖也是由芥見提供的。第1話中虎杖吞下宿儺手指的部份，也在由平松禎史（人物設定、第1話分鏡師兼總作畫監督）和芥見先後提出意見，連番討論後作出改動。在描寫吉野順平的部份，芥見指由於他在原著中將順平描寫成會讓人討厭的角色，故希望製作組能參考單行本附錄內容作改寫。瀨古根據芥見的意見來寫下初稿，無須修正下就獲得通過。第21話《咒術甲子園》中的人物介紹字卡內容是由芥見想出來的。動畫原則上都會根據芥見提供的資料和設定來製作，但也有例外。例如第3話描寫釘崎野薔薇的兒時故鄉時代，其中釘崎和沙織小時候的人物設定是由動畫製作組所創作的，然後在芥見同意後使用，再逆流至原著漫畫中。
在選角上，由於芥見對虎杖的聲音沒有明確的印象，所以製作組聽過很多人的聲線後，跟芥見的印象一路磨合，最後挑選榎木淳彌為虎杖的聲優。松谷指榎木的演技十分自然。聲演漏瑚的千葉繁是芥見要求的人選。千葉繁也為虎杖祖父配音，但其中並無劇情上的因由，只是芥見很喜歡以前動畫常見由同一聲優配多名角色的做法，建議製作組試試看而已。
- 原作：芥見下下
- 導演：朴性厚（第1季）、御所園翔太（第2季）
- 副導演：梅本唯（第1季）、愛敬亮太（第2季）
- 系列構成、劇本：瀨古浩司
- 角色設計：平松禎史、小磯沙矢香（第2季）
- 色彩設計：鐮田千賀子（第1季）、松島英子（第2季）
- 3DCG監督：兼田美希（第1季）、石川大輔（第2季）
- 攝影監督：伊藤哲平
- 剪輯：柳貴平
- 音樂：照井順政、堤博明（第1季）、桶狹間有沙（第1季）
- 音樂製作人：小林健樹
- 音響監督：藤田亞紀子（第1季）、蝦名恭範（第2季）
- 音響製作：dugout
- 製作人：松谷浩明、村井佑梨羽、木村誠、高垣佳晃（第1季）、前田俊博（第1季）、山崎博昭（第2季）、大森達也（第2季）、齋藤雅哉（第2季）
- 動畫製作人：瀨下惠介
- 動畫製作：MAPPA
- 製作：「咒術迴戰」製作委員會

### 消息公布
本作獲改編為電視動畫的消息於《週刊少年Jump》2019年第52號（11月25日發售）上公布，同時公布聲演3名主角的聲優分別為榎木淳彌、內田雄馬和瀨戶麻沙美。12月22日，在「Jump Festa 2020」活動中公開預告視覺圖，該圖描繪虎杖悠仁吞食兩面宿儺的手指；並公布五條悟一角將由中村悠一聲演。
2020年5月20日，宣布電視動畫預定由2020年10月起於MBS、TBS「Super Animeism」時段播映，並公開製作人員陣容、第1條宣傳影片，以及追加聲優陣容。5月25日，公開第1張主視覺圖，該圖以虎杖悠仁和兩面宿儺為主角。6月1日，公開虎杖、伏黑、釘崎、五條的人物設定圖。7月15日，公布二年級角色的聲優為小松未可子、内山昂輝和關智一。8月11日，公布主題曲，片頭曲和片尾曲分別由創作歌手Eve和多國籍樂團ALI主唱。8月24日，公布多名角色的視覺圖。9月4日，宣布電視動畫定10月2日首播，並公開第2條宣傳影片，影片中有多名角色唸出對白。同日亦公布七海建人一角的聲優為津田健次郎。9月14日，發布第2張主視覺圖，該圖以虎杖、伏黑、釘崎和五條為主角。9月19日，公開第3條宣傳影片和追加聲優陣容。
2020年12月14日，公布第2季主題曲，片頭曲和片尾曲分別由Who-ya Extended和Cö shu Nie主唱。12月19日，公開第3張主視覺圖，該圖以動畫第2季《京都姊妹校交流會篇》為主題；同時公布聲演京都校新角色的4名聲優。2021年1月9日，公開第4條宣傳短片，內容為動畫第2季，配樂為第2季片頭曲Who-ya Extended《VIVID VICE》。2月1日，宣佈第17集（2月5日首播）兩名登場角色的聲優。3月8日，宣佈新章節「起首雷同篇」（3月12日開始播映）三名登場角色的聲優。
2021年3月27日，動畫第24集播畢後，隨即宣佈改編自前傳的動畫電影《劇場版 咒術迴戰 0》將於2021年冬季上映，並公開一條特報影片。劇場版繼續由MAPPA製作。6月13日，在川口綜合文化中心舉辦活動「呪術Fes 2021」（じゅじゅフェス 2021），公佈一張預告視覺圖，並宣佈電影將於故事中發生「百鬼夜行」事件的日子——12月24日上映。7月19日，公開真希、狗卷、熊貓三人在一年級時期的人物設定圖。7月29日，在官方網站和Twitter預告將發表新資訊，並於翌日7月30日公佈電影主角乙骨由緒方惠美聲演。

### 片頭、片尾動畫
本作第1季片頭曲是Eve的迴迴奇譚。據Eve在訪談所講，身為原著書迷的他在《咒術迴戰》宣佈動畫化之際，尚未知道由誰人主唱主題曲。朴性厚希望為配合《咒術迴戰》的風格，尋找帶有黑暗風格，而且不像動畫歌曲的歌曲。他在樣本歌曲發現Eve的作品，覺得十分合適。Eve雖然已從製作方得知第1季的故事進度，但在創作歌曲時仍重新從第1卷讀至最新一卷，讓自己得以將心中的《咒術迴戰》寫進歌裏。朴指最初的樣本歌曲成品已經很好，中毒性高，且歌詞有不少令人聯想到《咒術迴戰》的詞語；亦向Eve建議副歌部份需要更加激烈。第1季片頭動畫由山下清悟執導。芥見十分喜歡山下清悟，故希望山下以某㮔形式參與動畫製作。在朴和另一製作人瀨下惠介（代表MAPPA一方）協調下得以成事，讓山下執導片頭動畫。第2季的片頭動畫繼續由山下執導。
片尾動畫方面，松谷指在他記憶中，朴導演早在心中已有「想要做成角色們的MV（音樂影片）」的形象，《LOST IN PARADISE feat. AKLO》一曲很適合。製作組找來長添雅嗣參與擔任片尾動畫的分鏡和演出。長添此前活躍於廣告和音樂影片的製作。動畫中的舞蹈部分由RyuICHI和SARA YAMANAKA負責，OiP公司協助選角。五十嵐祐貴一人原畫。
演唱主題曲的Eve、Who-ya和Cö shu Nie都表示過自己很喜歡《咒術迴戰》的原著漫畫。

### 音樂
本作音樂製作人是小林健樹，配樂由堤博明、照井順政、桶狭間有沙三人合作創作。在開會時，芥見提議使用像比莉·艾利殊般的時尚風格，而朴性厚則希望使用嘻哈音樂和搖滾音樂，故委托作曲家三人分擔配樂創作。堤、照井、桶狭間分別在《Dr.STONE 新石紀》、《寶石之國》和《高校之神》中跟朴合作過。導演在會議上要求他們創作出「只聽音樂也留有印象的強勁歌曲」。堤指他因此不去採取配合台詞和效果音作調整的普通做法，而是「將自己心中對《咒術迴戰》的想法全部塞進歌曲裏」。照井亦指自己是初次創作配樂（他在《寶石之國》是為主題曲作曲），覺得製作組起用作曲領域有點不同的自己，是希望將刺激、奇特的元素帶進作品中，故在作曲時有意識着要迴避王道作品配樂的要素。堤稱自己在作曲初期的樂曲過於走日本風格，在小林「請加入日式音樂的要素，而不是直接使用日本樂器」的建議下修正創作方向。最後作品配樂完全沒有使用日本傳統樂器，只使用了少量合成器的日本傳統樂器樣本音源。製作流程上，會先由導演指定曲風，例如「五條悟就要EDM（電子舞曲）」等，然後再由三人挑選自己擅長的曲風，或者由小林建議由誰人作曲。
《咒術迴戰》原聲音樂帶於2021年4月21日發行，收錄劇中60首配樂。專輯封面由朴性厚繪畫。

## 登場人物
來源：
- 虎杖悠仁：榎木淳彌
- 伏黑惠：内田雄馬
- 釘崎野薔薇：瀨戶麻沙美
- 五條悟：中村悠一
- 乙骨憂太：緒方惠美
- 禪院真希：小松未可子
- 狗卷棘：內山昂輝
- 貓熊：關智一
- 七海建人：津田健次郎
- 家入硝子：遠藤綾
- 真人：島崎信長
- 夏油傑：櫻井孝宏
- 兩面宿儺：諏訪部順一
- 旁白：榊原良子

## 主題曲
片頭曲
第1季
迴迴奇譚（第1—13話）
填詞、作曲、主唱：Eve；編曲：Numa
VIVID VICE（第14話—24話）
填詞、作曲、主唱：Who-ya Extended
第2季
青之居所（第25話—29話）
填詞、作曲、編曲、主唱：木谷龍也
SPECIALZ（第30話—47話）
填詞、作曲：常田大希；編曲、主唱：King Gnu
片尾曲
第1季
LOST IN PARADISE feat. AKLO（第2—13話）
填詞：LEO、LUTHFI、ALEX、ALOLO；作曲：ALI、AKLO；編曲：ALI；主唱：ALI
give it back（第14話—24話）
填詞、作曲：中村未來；編曲、主唱：Cö shu Nie
第2季
燈（第25話—29話）
填詞、作曲、主唱：崎山蒼志；編曲：Naoki Itai
more than words （第30話—47話）
填詞、作曲：鹽塚摩艾卡；編曲、主唱：羊文學
插曲
第1季
Stand In The Darkness（第13話）
作詞：Chica；作曲、編曲：堤博明；主唱：Steve Memmolo
REMEMBER（第24話）
作詞：Masato；作曲、編曲：堤博明；主唱：Masato

## 各話列表
| 話數                                        | 日文標題                          | 中文標題                          | 分鏡                              | 演出                                   | 作畫監督 | 總作畫監督                                               | 首播日期                          | 原作                              |
| 第1季「咒胎戴天篇」（第1話－8話）           | 第1季「咒胎戴天篇」（第1話－8話） | 第1季「咒胎戴天篇」（第1話－8話） | 第1季「咒胎戴天篇」（第1話－8話） | 第1季「咒胎戴天篇」（第1話－8話）      | 第1季「咒胎戴天篇」（第1話－8話） | 第1季「咒胎戴天篇」（第1話－8話）                        | 第1季「咒胎戴天篇」（第1話－8話） | 第1季「咒胎戴天篇」（第1話－8話） |
| ------------------------------------------- | --------------------------------- | --------------------------------- | --------------------------------- | -------------------------------------- | --- | -------------------------------------------------------- | --------------------------------- | --------------------------------- |
| 第1話                                       |                                   | 兩面宿儺                          | 平松禎史                          | 梅本唯                                 | 長田繪里、細越裕治 清水貴子 | 平松禎史                                                 | 2020年 10月2日                    | 第1話                             |
| 第2話                                       |                                   | 為了自己                          | 竹下良平                          | 竹下良平                               | 吉崎雅博、山崎杏理 會津五月 | 小磯沙矢香                                               | 10月9日                           | 第2－3話                          |
| 第3話                                       |                                   | 鐵骨娘                            | 安藤裕章                          | 伊福覺志                               | 北村晉哉、前澤弘美 崎口沙織、高田陽介 | 清水貴子                                                 | 10月16日                          | 第4－5話                          |
| 第4話                                       |                                   | 咒胎戴天                          | 川尻善昭                          | 阿部英明                               | 丹羽弘美、崎口紗織 前澤弘美、佐佐木守 瀧野茉美 | 西位輝實、清水貴子                                       | 10月23日                          | 第6－8話                          |
| 第5話                                       |                                   | 咒胎戴天-貳-                      | 川尻善昭                          | 高田陽介                               | 高田陽介 | 小林由美                                                 | 10月30日                          | 第8－10話                         |
| 第6話                                       |                                   | 雨後                              | 長田繪里                          | 長田繪里                               | 長田繪里 | 長田繪里                                                 | 11月6日                           | 第11－13話                        |
| 第7話                                       |                                   | 急襲                              | 鹿間貴裕                          | 朴性厚                                 | 會津五月、野田友美 | 小林由美                                                 | 11月13日                          | 第13－16話                        |
| 第8話                                       |                                   | 無聊                              | 平川哲生                          | 御所園翔太                             | 高田陽介、丹羽弘美 前澤弘美、崎口紗織 | 西位輝實                                                 | 11月20日                          | 第16－18話                        |
| 第1季「幼魚與逆罰篇」（第9話－13話）        |                                   |                                   |                                   |                                        | |                                                          |                                   |                                   |
| 第9話                                       |                                   | 幼魚與逆罰                        | 竹下良平                          | 竹下良平                               | 吉崎雅博、山崎杏理 井出上義英、佐佐木守 | 小磯沙矢香                                               | 11月27日                          | 第19－21話                        |
| 第10話                                      |                                   | 無為轉變                          | 高橋賢                            | 高橋賢                                 | 野田友美、会津五月 崎口紗織、佐佐木守 | 小林由美                                                 | 12月4日                           | 第21－23話                        |
| 第11話                                      |                                   | 守舊愚蠢                          | 大城美幸                          | 筑紫大介                               | 長田繪里、丹羽弘美 | 長田繪里                                                 | 12月11日                          | 第23－25話                        |
| 第12話                                      |                                   | 致曾幾何時的你                    | 木崎文智                          | 赤井方尚                               | 赤井方尚、内田陽子 | 清水貴子                                                 | 12月18日                          | 第26－29話                        |
| 第13話                                      |                                   | 明天見                            | 田中宏紀                          | 田中宏紀                               | 田中宏紀、伊藤進也 北村晋哉 | 西位輝實                                                 | 12月25日                          | 第29－31話                        |
| 第1季「京都姊妹校交流會篇」（第14話－21話） |                                   |                                   |                                   |                                        | |                                                          |                                   |                                   |
| 第14話                                      |                                   | 京都姊妹校交流會-團體戰⓪-         | 大城美幸                          | 西澤千惠                               | 佐野譽幸、内田陽子 西澤千惠 | 山崎杏理                                                 | 2021年 1月15日                    | 第32－33話                        |
| 第15話                                      |                                   | 京都姊妹校交流會-團體戰①-         | 阿部英明                          | 阿部英明                               | 丹羽弘美、會津五月 | 長田繪里                                                 | 1月22日                           | 第34－36話                        |
| 第16話                                      |                                   | 京都姊妹校交流會-團體戰②-         | 中園真登                          | 中園真登                               | 佐野譽幸、野田友美 五十嵐祐貴 | 西位輝實                                                 | 1月29日                           | 第37－39話                        |
| 第17話                                      |                                   | 京都姊妹校交流會-團體戰③-         | 御所園翔太                        | 御所園翔太                             | 矢島陽介、吉崎雅博 井手上義英 | 小磯沙矢香                                               | 2月5日                            | 第40－42話                        |
| 第18話                                      |                                   | 賢者                              | 木崎文智                          | 高田陽介                               | 高田陽介、山崎杏理 會津五月、北村晋哉 | 小林由美                                                 | 2月12日                           | 第43－45話                        |
| 第19話                                      |                                   | 黑閃                              | 中山龍                            | 中山龍                                 | 内田陽子、崎口紗織 hmng、伊藤進也 矢島陽介 | 西位輝實                                                 | 2月19日                           | 第46－49話                        |
| 第20話                                      |                                   | 不合常理                          | 木崎文智                          | 赤井方尚                               | 赤井方尚、 | 清水貴子                                                 | 2月26日                           | 第50－52話                        |
| 第21話                                      |                                   | 咒術甲子園                        | 梅本唯                            | 梅本唯                                 | 吉崎雅博、井出上義英 丹羽弘美、北村晋哉 高田陽介、 崎口紗織 | 長田繪里                                                 | 3月5日                            | 第53－54話                        |
| 第1季「起首雷同篇」（第22話－24話）         |                                   |                                   |                                   |                                        | |                                                          |                                   |                                   |
| 第22話                                      |                                   | 起首雷同                          | 神谷友美                          | 神谷友美                               | 長谷川早紀、井川麗奈 | 不適用                                                   | 3月12日                           | 第55－56話                        |
| 第23話                                      |                                   | 起首雷同-貳-                      | 朴性厚                            | 西澤千惠                               | 野田友美、矢島陽介 内田陽子、井川麗奈 長谷川早紀 | 西位輝實、小林由美                                       | 3月19日                           | 第57－59話                        |
| 第24話                                      |                                   | 共犯                              | 朴性厚                            | 朴性厚                                 | 高田陽介、赤井方尚 、井手上義英 山崎杏理、崎口紗織 矢島陽介、丹羽弘美                                                                                               | 清水貴子、小磯沙矢香 長田繪里                            | 3月26日                           | 第60－63話                        |
| 第2季「懷玉·玉折」（第25話－29話）          |                                   |                                   |                                   |                                        | |                                                          |                                   |                                   |
| 第25話                                      |                                   | 懷玉                              | 御所園翔太                        | 御所園翔太                             | 奧田哲平、矢島陽介 中山智代、三谷高史 | 小磯沙矢香                                               | 2023年 7月6日                     | 第65－66話                        |
| 第26話                                      |                                   | 懷玉-貳-                          | 高田陽介                          | 高田陽介                               | 阿部楓子、山崎繪美 高田陽介、清水裕輔 島田千裕、中西優里香 | 森光惠                                                   | 7月13日                           | 第67－69話                        |
| 第27話                                      |                                   | 懷玉-參-                          | 宮島植樹                          | 宮島植樹                               | 野田友美、山本彩 山崎杏理、佐藤聖菜 | 井川麗奈、清水貴子 小磯沙矢香                            | 7月20日                           | 第70－72話                        |
| 第28話                                      |                                   | 懷玉-肆-                          | 今井有文                          | 今井有文                               | 矢島陽介、丹羽弘美 貞元北斗、佐藤聖菜 | 矢島陽介                                                 | 7月27日                           | 第73－76話                        |
| 第29話                                      |                                   | 玉折                              | 御所園翔太                        | 中川敦                                 | 新沼拓也、山崎爽太 | 山崎爽太                                                 | 8月3日                            | 第77－79話                        |
| 第2季「澀谷事變」（第30話－47話）           |                                   |                                   |                                   |                                        | |                                                          |                                   |                                   |
| 第30話                                      |                                   | 那種意思                          | 愛敬亮太                          | 愛敬亮太                               | 井川麗奈、崎口紗織 伊藤進也、佐藤聖菜 西島央桐、宇田早輝子 野田友美                                                                                                 | 井川麗奈、小磯沙矢香                                     | 8月31日                           | 第64－65話 第79－80話             |
| 第31話                                      |                                   | 宵祭                              | 奧田哲平                          | 中川敦                                 | 丹羽弘美、野田友美 三谷高史、北村晉哉 飯島弘也、宮島直樹 伊藤進也、崎口紗織                                                                                         | 森光惠                                                   | 9月7日                            | 第80－83話                        |
| 第32話                                      |                                   | 澀谷事變                          | 北久保弘之                        | 北久保弘之                             | 山本彩、大房彩花 | 矢島陽介                                                 | 9月14日                           | 第83－87話                        |
| 第33話                                      |                                   | 澀谷事變 開門                     | 御所園翔太                        | 奧田哲平                               | 奧田哲平、飯野熊大 中西優里香、藤原優花 | 小磯沙矢香、矢島陽介 森光惠                              | 9月21日                           | 第85話 第88－90話                 |
| 第34話                                      |                                   | 昏亂                              | 高田陽介                          | 高田陽介                               | 高田陽介、宮下香花 魯亞芝、崎口紗織 山崎繪美、北村晉哉 | 井川麗奈                                                 | 9月28日                           | 第91－93話                        |
| 第35話                                      |                                   | 降靈                              | 黑崎隼人                          | 黑崎隼人                               | 山崎杏理、西島央桐 山本彩、大房彩花 伊藤進也、中山智代 中西優里香、矢島陽介 丹羽弘美                                                                                | 矢島陽介、丹羽弘美 井川麗奈                              | 10月5日                           | 第94－97話                        |
| 第36話                                      |                                   | 鈍刀                              | 大久保俊介                        | 大久保俊介                             | 大久保俊介、渡部尭晧 高田陽介、山本彩 飯野雄大、魯亞芝 北村晉哉、阿部楓子 鈴木健史、                                                                                | 小磯沙矢香、井川麗奈 山崎爽太                            | 10月12日                          | 第98－101話                       |
| 第37話                                      |                                   | 赫鱗                              | 荒井和人、砂小原巧                | 荒井和人、砂小原巧                     | 野田友美、崎口紗織 大房彩花、高田陽介 藤原優花、中西優里香 伊藤進也、山本彩 中山智代、北村晉哉 西島央桐、山崎杏理 Roccia Nobili                                     | 矢島陽介、森光惠                                         | 10月19日                          | 第100話 第101話－106話            |
| 第38話                                      |                                   | 搖蕩                              | 龍田洞                            | 龍田洞                                 | 、渡部尭晧 山本彩、島田千裕 野田友美、中西優里香 藤原優花、飯野雄大 山崎繪美、北村晉哉 伊藤進也、Roccia Nobili                                                      | 杉山和隆、駿 矢島陽介                                    | 10月26日                          | 第102話 第106話－109話            |
| 第39話                                      |                                   | 搖蕩-貳-                          | 阿保孝雄 椅子汰                   | 椅子汰 愛敬亮太 黑崎隼人 奧田哲平 飛鴻 | 奧田哲平、魯亞芝 渡部尭晧、中山智代 島田千裕、藤原優花 野田友美、山本彩 Roccia Nobili、崎口紗織 江田玲美、飯島弘也 北村晉哉、中西優里香 、中冶無 周昊駿             | 井川麗奈、魯亞芝                                         | 11月2日                           | 第110話－112話                    |
| 第40話                                      |                                   | 霹靂                              | 土上樹                            | 土上樹                                 | 丹羽弘美、石井百合子 | 山崎爽太                                                 | 11月9日                           | 第113話－116話                    |
| 第41話                                      |                                   | 霹靂-貳-                          | 土上樹 伍柏諭、山崎晴美           | 土上樹 伍柏諭、山崎晴美                | 山﨑爽太、矢島陽介 石井百合子、青木一紀 | 不適用                                                   | 11月16日                          | 第117話－120話                    |
| 第42話                                      |                                   | 理非                              | 御所園翔太                        | 御所園翔太 高田陽介                    | 野田友美、丹羽弘美 高田陽介、魯亞芝 伊藤進也、崎口紗織 山本彩、中山智代 中川敦                                                                                      | 小磯沙矢香、森光惠                                       | 11月23日                          | 第120話－122話                    |
| 第43話                                      |                                   | 理非-貳-                          | 宮島直樹                          | 宮島直樹                               | 宮島直樹、為水翔太郎 奧田哲平、阿部楓子 島田千裕、野田友美 山本彩、中山智代 北村晉哉、山崎杏理 中川敦、瀨尾健 Roccia Nobili                                         | 山崎爽太                                                 | 11月30日                          | 第123話－125話                    |
| 第44話                                      |                                   | 理非-參-                          | 德野雄士                          | 德野雄士                               | 平松禎史、林明美 秋田學、石川佳代子 鈴木幸江、小泉初榮駿 野田友美、魯亞芝 島田千裕、飯野雄大 中西優里香、菊池有騎 瀨尾健、                                          | 丹羽弘美、山崎爽太 森光惠、石井百合子                    | 12月7日                           | 第126話－128話 第133話            |
| 第45話                                      |                                   | 變身                              | 阿久津徹也                        | 阿久津徹也                             | 渡部堯晧、山本彩 、中山智代 高原修司、池田智志 崎口紗織、江田玲美 野田友美、岸香織 Roccia Nobili、北村晉哉 藤田亞耶乃、立花昌之 黑崎隼人、島田千裕 金田莉子、邱明哲 | 矢島陽介、小磯沙矢香 山崎爽太、丹羽弘美                  | 12月14日                          | 第129話－132話                    |
| 第46話                                      |                                   | 變身-貳-                          | 愛敬亮太                          | 愛敬亮太 高田陽介                      | 高田陽介、魯亞芝 中山智代、奧田哲平 山本彩、野田友美 渡部堯晧、飯野雄大 大房彩花、崎口紗織 池田智志、 島田千裕、北村晉也 、山崎杏理 Roccia Nobili                   | 井川麗奈、矢島陽介 石井百合子、森光惠 山崎爽太、丹羽弘美 | 12月22日                          | 第133話－135話                    |
| 第47話                                      |                                   | 澀谷事變 關門                     | 御所園翔太                        | 御所園翔太                             | 高田陽介、魯亞芝 池田智志、大房彩花 奧田哲平、伊藤進也 崎口紗織 | 小磯沙矢香、丹羽弘美 井川麗奈、矢島陽介 山崎爽太         | 12月28日                          | 第136話－139話                    |

## 播放平台
日本深夜動畫：下文記載的日本国内播放時間使用日本標準時間（UTC+9）表示。因為部分時間标识會採用30小时制，因此請留意这类超过24:00的时间，其實際播放時間為翌日清晨。
| 播放地區   | 播放電視台    | 播放日期                    | 播放時間（UTC+9）        | 備註               |
| ---------- | ------------- | --------------------------- | ------------------------ | ------------------ |
| 近畿廣域圈 | 每日放送      | 2020年10月2日—2021年3月26日 | 星期五 25時25分—25時55分 | Super Animeism節目 |
| 日本全國   | TBS系列全28局 | 2020年10月2日—2021年3月26日 | 星期五 25時25分—25時55分 | Super Animeism節目 |
| 日本全國   | ABEMA         | 2020年10月8日—2021年4月1日  | 星期四 24時30分—25時00分 | 網絡電視，有重播   |
| 日本全國   | Animax        | 2020年11月7日—2021年5月15日 | 星期六 22時00分—22時30分 | 衛星電視，有重播   |

| 播放地區         | 播放電視台/平台            | 播放日期                    | 播放時間（UTC+9）                  | 備註                      |
| ---------------- | -------------------------- | --------------------------- | ---------------------------------- | ------------------------- |
| 香港             | myTV SUPER Ani-One動畫專區 | 2020年10月2日               | 緊貼日本上架                       | 中文字幕                  |
| 香港             | myTV SUPER Ani-One動畫專區 | 2021年6月25日               |                                    | 粵語配音版                |
| 香港             | J2                         | 2022年3月31日—9月29日       | Mtube時段 星期四 23時30分—00時00分 | 粵日雙語                  |
| 香港             | Viu                        | 2022年9月15日               |                                    | 中文字幕                  |
| 中国大陆         | bilibili                   | 2020年10月3日               | 緊貼日本上架                       | 简体中文字幕              |
| 中国大陆         | bilibili                   | 2021年8月2日                | 每日18时更新1集                    | 粵語配音版                |
| 香港、澳門、台灣 | Netflix                    | 2021年6月3日                | 全套上架                           | 中文字幕                  |
| 香港、澳門、台灣 | bilibili                   | 2021年7月23日               | 全套上架                           | 中文字幕                  |
| 香港、澳門       | hmvod                      | 2021年6月3日                | 全套上架                           | 中文字幕                  |
| 香港、澳門       | hmvod                      | 2021年6月25日—9月3日        | 星期五 更新2集 6月25日 上架4集     | 粵語配音版，提供中文字幕  |
| 台灣             | 愛奇藝台灣站               | 2020年10月3日—2021年3月27日 | 星期六                             | 中文字幕，搶先同步播出    |
| 台灣             | 東森電影台                 | 2021年7月10日—8月14日       | 星期六 21時00分—23時00分           | 台灣國語配音播出、連播4集 |
| 台灣             | 巴哈姆特動畫瘋             |                             |                                    | 中文字幕                  |
| 台灣             | LINE TV                    |                             |                                    | 中文字幕                  |
| 台灣             | friDay影音                 |                             |                                    | 中文字幕                  |
| 香港、台灣       | Disney+                    |                             | 全集數上架                         | 中文字幕                  |

| 播放地區   | 播放電視台    | 播放日期              | 播放時間（UTC+9）        | 備註             |
| ---------- | ------------- | --------------------- | ------------------------ | ---------------- |
| 近畿廣域圈 | 每日放送      | 2023年7月6日—12月28日 | 星期四 23時56分—24時26分 |                  |
| 日本全國   | TBS系列全28局 | 2023年7月6日—12月28日 | 星期四 23時56分—24時26分 |                  |
| 日本全國   | AT-X          | 2023年7月9日—         | 星期日 21時00分—21時30分 | 衛星電視，有重播 |
| 日本全國   | Animax        | 2023年8月5日—         | 星期六 20時00分—20時30分 | 衛星電視，有重播 |

| 播放地區         | 播放電視台/平台 | 播放日期     | 播放時間（UTC+9） | 備註     |
| ---------------- | --------------- | ------------ | ----------------- | -------- |
| 香港             | Viu             | 2023年7月6日 | 緊貼日本上架      | 中文字幕 |
| 台灣             | MyVideo         |              |                   | 中文字幕 |
| 香港、澳門、台灣 | Netflix         |              |                   | 中文字幕 |

## 藍光及DVD
第1季的藍光及DVD共8卷，所有封面都是由負責人物設定的平松禎史所繪畫的。
| 卷數               | 發售日期       | 收錄話數    | 規格編號   | 規格編號   |
| 卷數               | 發售日期       | 收錄話數    | 藍光版     | DVD版      |
| 第1季              | 第1季          | 第1季       | 第1季      | 第1季      |
| ------------------ | -------------- | ----------- | ---------- | ---------- |
| 1                  | 2021年1月20日  | 第1—3話     | TBR-31017D | TDV-31025D |
| 2                  | 2021年2月17日  | 第4—6話     | TBR-31018D | TDV-31026D |
| 3                  | 2021年3月17日  | 第7—9話     | TBR-31019D | TDV-31027D |
| 4                  | 2021年4月21日  | 第10—12話   | TBR-31020D | TDV-31028D |
| 5                  | 2021年5月26日  | 第13—15話   | TBR-31021D | TDV-31029D |
| 6                  | 2021年6月23日  | 第16—18話   | TBR-31022D | TDV-31030D |
| 7                  | 2021年7月21日  | 第19—21話   | TBR-31023D | TDV-31031D |
| 8                  | 2021年8月18日  | 第22—24話   | TBR-31024D | TDV-31032D |
| 第2季「懷玉·玉折」 |                |             |            |            |
| 1                  | 2023年10月18日 | 第25話—27話 | TBR-33195D | TDV-33196D |
| 2                  | 2023年11月22日 | 第28話—29話 | TBR-33197D | TDV-33198D |
| 第2季「澀谷事變」  |                |             |            |            |
| 1                  | 2023年12月20日 | 第30話—32話 | TBR-33199D | TDV-33200D |
| 2                  | 2024年1月24日  | 第33話—35話 | TBR-33201D | TDV-33202D |
| 3                  | 2024年2月21日  | 第36話—38話 | TBR-33203D | TDV-33204D |
| 4                  | 2024年3月20日  | 第39話—41話 | TBR-33205D | TDV-33206D |
| 5                  | 2024年4月17日  | 第42話—44話 | TBR-33207D | TDV-33208D |
| 6                  | 2024年5月22日  | 第45話—47話 | TBR-33209D | TDV-33210D |

## 迴響
在10月首播的《咒術迴戰》在2020年僅播映約三個月，就在多個日本網上點播平台上的2020年總觀看次數都名列前茅：在亞馬遜Prime影音的電視動畫中排名頭5，在Hulu的電視動畫中排名第6，dTV總排名（總排名即包括日本動畫以外的影片，下同）第5名，U-NEXT總排名第7名；在Netflix日本雖總排名十甲不入，但被列為上升趨勢強勁的十大動畫第2名。日本串流影片服務dTV公布2020年12月28日至2021年1月3日跨年期間該平台的觀看次數總排名，《咒術迴戰》以些微差距超越《鬼滅之刃》排名第1。2021年1月，根據由GEM Partners所進行的關於各大定額付費影片平台觀看次數的問卷調查，《咒術迴戰》在當月的分數排名第1，超過《鬼滅之刃》、《進擊的巨人》、《約定的夢幻島》等動畫，以及其他種類的影片。
截至2021年1月，藍光及DVD共售出約22,700份。藍光及DVD第3卷於2021年3月17日發售，藍光版本和DVD版本的首週銷量分別約為1.7萬張和0.8萬張，初次登上Oricon藍光週榜和DVD週榜的首位。
《咒術迴戰》在「Crunchyroll動畫獎2021」中獲得10項提名，並獲得其中3項獎項，包括年度動畫、最佳反派（兩面宿儺）和最佳片尾（LOST IN PARADISE feat. AKLO）。動畫亦在臺灣「第十三屆巴哈姆特遊戲動漫大賞」票選獎項中獲得「年度人氣電視動畫」的金賞。
2024年4月5日，咒术回战被吉尼斯世界纪录认定为全球最受欢迎电视动画。

### 其他
2020年12月，《週刊少年Jump》宣佈其連載漫畫《鏈鋸人》將獲改編為電視動畫，製作公司跟《咒術迴戰》一樣都是MAPPA。《鏈鋸人》作者藤本樹在感言部份表示「就像《異獸魔都》和《咒術迴戰》翻版一樣的《鏈鋸人》要由《異獸魔都》和《咒術迴戰》的動畫公司來做了嗎？那不需要多說些甚麼吧！請多多指教！」。
動畫製作組為《週刊少年Jump》連載漫畫《我與機器子》的宣傳影片提供協助。該影片為第1期片尾動畫的戲仿，由該漫畫的作者宮崎周平繪畫原畫，於2021年2月4日公開。
2021年2月27日至3月期間，電視動畫《咒術迴戰》跟手機遊戲《白貓Project》舉辦合作活動。3月6日，在動畫第21集《咒術甲子園》播映後，宣佈跟讀賣巨人舉辦合作活動，公開多名角色身穿巨人隊隊服的視覺圖，推出多項合作週邊商品；榎木淳彌亦出席了3月19日巨人隊對千葉羅德海洋的公開賽。5月，跟手機遊戲《怪物彈珠》舉辦合作活動。7月26日至8月9日，跟手機遊戲《龍族拼圖》舉辦合作活動。
2021年6月14日宣布將推出手機遊戲，由CyberAgent旗下公司Sumzap開發和營運，適用於Android和iOS系統。

## 外部連結
- 電視動畫《咒術迴戰》官方網站（日語）
- 電視動畫《咒術迴戰》官方的X（前Twitter）（日語）